# Licenza MirOS
La licenza MirOS è una licenza a contenuto libero (per software e altre opere culturali libere, quali opere grafiche, musicali, letterarie) ideata dai progettisti di MirOS BSD per la pubblicazione dei loro lavori, in quanto alla licenza ISC usata da OpenBSD furono contestati il linguaggio e che fosse più adatta agli autori americani che altrove. Deve molto alla licenza UCB BSD e alla licenza HPND per il linguaggio moderno, esplicito, flessibile e leggibile e per una maggiore usabilità per gli europei, in particolar modo per gli autori tedeschi (ma allo stesso tempo non ostacolando autori con altre legislazioni). È una licenza software permissiva.
Un'altra novità è data dal fatto che questa licenza è stata pensata sin dall'inizio per qualsiasi lavoro che potesse essere protetto da copyright; dunque, essa non è solo Open Source e segue le linee guida del software Debian, ma rispetta anche la definizione di conoscenza aperta e, infatti, è stata approvata dalla Open Knowledge Foundation (OKFN) molto prima che dalla OSI.
La licenza non è stata sottoposta ad una formale revisione legale, ma è elencata nel centro licenze dell'IfrOSS. La Free Software Foundation non ha formalmente aggiunto la licenza tra le proprie pagine né come licenza di software libero, né come licenza di documentazione libera, ma la Free Software Directory ha una categoria riservata a essa.
La licenza è stata accettata come licenza per opera libera essendo in accordo con la definizione di opera culturale libera.